# Jaroslava Švedova
Jaroslava Vjačeslavovna Švedova, accreditata come Yaroslava Shvedova dalla WTA (in russo Ярослава Вячеславовна Шведова?; Mosca, 12 settembre 1987), è un'allenatrice di tennis ed ex tennista russa naturalizzata kazaka.

## Carriera
Il 18 novembre 2007 vince il suo primo titolo WTA della carriera battendo in finale al torneo di Bangalore l'italiana Mara Santangelo con il punteggio di 6-4, 6-4. Nel 2010 vince i tornei di doppio di Wimbledon e dello US Open in coppia con la statunitense Vania King. Al Roland Garros del 2012, presentatasi come numero 147 del mondo, riesce, partendo dalle qualificazioni, ad arrivare (per la seconda volta in carriera, dopo il 2010) ai quarti di finale battendo, tra le altre, la detentrice del titolo Li Na, e riuscendo a strappare un set alla numero 4 del seeding, Petra Kvitová, per poi arrendersi al terzo set (6-3 2-6 4-6).
Al terzo turno del Torneo di Wimbledon 2012 contro l'italiana Sara Errani vince il primo set senza concedere un singolo punto all'avversaria, diventando la prima donna a riuscire nell'impresa a livello professionistico. Il golden set era finora riuscito solo all'americano Bill Scanlon nel 1983.. La kazaka vincerà poi anche il secondo set per 6-4, con più di 40 colpi vincenti complessivi nella partita.
Verrà eliminata al quarto turno per mano di Serena Williams, lottando ad armi pari con la futura vincitrice del torneo. Il punteggio finale è di 6-1, 2-6, 7-5.

## Statistiche

### Singolare

#### Vittorie (1)
| Legenda          |
| ---------------- |
| Grande Slam (0)  |
| Ori Olimpici (0) |
| WTA Finals (0)   |
| Tier I (0)       |
| Tier II (0)      |
| Tier III (1)     |
| Tier IV (0)      |
| Tier V (0)       |

| N. | Data             | Torneo                    | Superficie | Avversaria in finale | Punteggio |
| 1. | 18 febbraio 2007 | Bangalore Open, Bangalore | Cemento    | Mara Santangelo      | 6-4, 6-4  |

#### Sconfitte (1)
| Legenda               |
| --------------------- |
| Grande Slam (0)       |
| Argenti Olimpici (0)  |
| WTA Finals (0)        |
| Premier Mandatory (0) |
| Premier 5 (0)         |
| Premier (0)           |
| International (1)     |

| N. | Data           | Torneo                  | Superficie  | Avversaria in finale | Punteggio   |
| 1. | 19 aprile 2015 | Copa Colsanitas, Bogotà | Terra rossa | Teliana Pereira      | 6(2)-7, 1-6 |

### Doppio

#### Vittorie (13)
| Legenda               |
| --------------------- |
| Grande Slam (2)       |
| Ori Olimpici (0)      |
| WTA Finals (0)        |
| Premier Mandatory (1) |
| Premier 5 (1)         |
| Premier (2)           |
| International (7)     |

| N.  | Data              | Torneo                               | Superficie  | Compagna                | Avversarie in finale                      | Punteggio           |
| 1.  | 15 febbraio 2009  | PTT Pattaya Open, Pattaya            | Cemento     | Tamarine Tanasugarn     | Julija Bejhel'zymer Vitalija D'jačenko    | 6-3, 6-2            |
| 2.  | 3 luglio 2010     | Torneo di Wimbledon, Londra          | Erba        | Vania King              | Elena Vesnina Vera Zvonarëva              | 7-6(6), 6-2         |
| 3.  | 13 settembre 2010 | US Open, New York                    | Cemento     | Vania King              | Liezel Huber Nadia Petrova                | 2-6, 6-4, 7-6(4)    |
| 4.  | 31 luglio 2011    | Citi Open, Washington                | Cemento     | Sania Mirza             | Vol'ha Havarcova Alla Kudrjavceva         | 6-3, 6-3            |
| 5.  | 20 agosto 2011    | Western & Southern Open, Cincinnati  | Cemento     | Vania King              | Natalie Grandin Vladimíra Uhlířová        | 6-4, 3-6, [11-9]    |
| 6.  | 22 ottobre 2011   | Kremlin Cup, Mosca                   | Cemento (i) | Vania King              | Anastasija Rodionova Galina Voskoboeva    | 7-6(3), 6-3         |
| 7.  | 2 marzo 2013      | WTA Brasil Tennis Cup, Florianópolis | Cemento     | Anabel Medina Garrigues | Anne Keothavong Valerija Savinych         | 6-0, 6-4            |
| 8.  | 14 settembre 2013 | Tashkent Open, Tashkent              | Cemento     | Tímea Babos             | Vol'ha Havarcova Mandy Minella            | 6-3, 6-3            |
| 9.  | 28 febbraio 2014  | Brasil Tennis Cup, Florianópolis (2) | Cemento     | Anabel Medina Garrigues | Francesca Schiavone Sílvia Soler Espinosa | 7-6(1), 2-6, [10-3] |
| 10. | 6 aprile 2014     | Family Circle Cup, Charleston        | Terra verde | Anabel Medina Garrigues | Chan Hao-ching Chan Yung-jan              | 7-6(4), 6-2         |
| 11. | 9 maggio 2015     | Mutua Madrileña Madrid Open, Madrid  | Terra rossa | Casey Dellacqua         | Garbiñe Muguruza Carla Suárez Navarro     | 6-3, 6(4)-7, [10-5] |
| 12. | 18 ottobre 2015   | Hong Kong Open, Hong Kong            | Cemento     | Alizé Cornet            | Lara Arruabarrena Andreja Klepač          | 7-5, 6-4            |
| 13. | 11 giugno 2016    | Ricoh Open, 's-Hertogenbosch         | Erba        | Oksana Kalašnikova      | Xenia Knoll Aleksandra Krunić             | 6-1, 6-1            |

#### Sconfitte (15)
| Prima del 2009       | Dal 2009              |
| -------------------- | --------------------- |
| Grande Slam (4)      |                       |
| Argenti Olimpici (0) |                       |
| WTA Finals (0)       |                       |
| Tier I (0)           | Premier Mandatory (1) |
| Tier II (0)          | Premier 5 (2)         |
| Tier III (1)         | Premier (2)           |
| Tier IV (0)          | International (5)     |
| Tier V (0)           | International (5)     |

| N.  | Data              | Torneo                                  | Superficie  | Compagna                | Avversarie in finale                    | Punteggio           |
| 1.  | 14 settembre 2008 | Western & Southern Open, Cincinnati     | Cemento     | Hsieh Su-wei            | Marija Kirilenko Nadia Petrova          | 3-6, 6-4, [8-10]    |
| 2.  | 11 aprile 2010    | Andalucia Tennis Experience, Marbella   | Terra rossa | Marija Kondrat'eva      | Sara Errani Roberta Vinci               | 4-6, 2-6            |
| 3.  | 19 giugno 2010    | UNICEF Open, 's-Hertogenbosch           | Erba        | Vania King              | Alla Kudrjavceva Anastasija Rodionova   | 6-3, 3-6, [6-10]    |
| 4.  | 15 maggio 2011    | Internazionali BNL d'Italia, Roma       | Terra rossa | Vania King              | Peng Shuai Zheng Jie                    | 2-6, 3-6            |
| 5.  | 11 settembre 2011 | US Open, New York                       | Cemento     | Vania King              | Liezel Huber Lisa Raymond               | 6-4, 6(5)-7, 6(3)-7 |
| 6.  | 16 ottobre 2011   | HP Open, Osaka                          | Cemento     | Vania King              | Kimiko Date Krumm Zhang Shuai           | 7-5, 3-6, [11-9]    |
| 7.  | 8 aprile 2012     | Family Circle Cup, Charleston           | Terra verde | Anabel Medina Garrigues | Anastasija Pavljučenkova Lucie Šafářová | 5-7, 6-4, [10-6]    |
| 8.  | 5 maggio 2012     | Estoril Open, Estoril                   | Terra rossa | Galina Voskoboeva       | Chuang Chia-jung Zhang Shuai            | 6-4, 1-6, [9-11]    |
| 9.  | 5 gennaio 2013    | ASB Classic, Auckland                   | Cemento     | Julia Görges            | Cara Black Anastasija Rodionova         | 2-6, 6-2, [10-5]    |
| 10. | 7 giugno 2015     | Open di Francia, Parigi                 | Terra rossa | Casey Dellacqua         | Bethanie Mattek-Sands Lucie Šafářová    | 6-3, 4-6, 2-6       |
| 11. | 23 agosto 2015    | Western & Southern Open, Cincinnati (2) | Cemento     | Casey Dellacqua         | Chan Hao-ching Chan Yung-jan            | 5-7, 4-6            |
| 12. | 13 settembre 2015 | US Open, New York (2)                   | Cemento     | Casey Dellacqua         | Martina Hingis Sania Mirza              | 3-6, 3-6            |
| 13. | 3 aprile 2016     | Miami Open, Miami                       | Cemento     | Tímea Babos             | Bethanie Mattek-Sands Lucie Šafářová    | 3-6, 4-6            |
| 14. | 9 luglio 2016     | Torneo di Wimbledon, Londra             | Erba        | Tímea Babos             | Serena Williams Venus Williams          | 3-6, 4-6            |
| 15. | 18 febbraio 2017  | Qatar Total Open, Doha                  | Cemento     | Ol'ga Savčuk            | Abigail Spears Katarina Srebotnik       | 3-6, 6(7)-7         |

### Doppio misto

#### Sconfitte (1)
| Tornei del Grande Slam  |
| ----------------------- |
| Australian Open (0)     |
| Open di Francia (1)     |
| Torneo di Wimbledon (0) |
| US Open (0)             |

| N. | Anno          | Torneo                  | Superficie  | Compagno      | Avversari in finale               | Punteggio           |
| 1. | 3 giugno 2010 | Open di Francia, Parigi | Terra rossa | Julian Knowle | Katarina Srebotnik Nenad Zimonjić | 6(6)–7, 6–4, [7–10] |

## Circuito WTA 125

### Singolare

#### Vittorie (1)
| N. | Data             | Torneo                | Superficie | Avversaria in finale | Punteggio        |
| 1. | 15 novembre 2015 | Hua Hin Open, Hua Hin | Cemento    | Naomi Ōsaka          | 6-4, 6(8)-7, 6-4 |

### Doppio

#### Vittorie (1)
| N. | Data             | Torneo                         | Superficie    | Compagna        | Avversarie in finale                   | Punteggio |
| 1. | 10 novembre 2013 | OEC Taipei Ladies Open, Taipei | Sintetico (i) | Caroline Garcia | Anna-Lena Friedsam Alison Van Uytvanck | 6-3, 6-3  |

#### Sconfitte (1)
| N. | Data            | Torneo                        | Superficie | Compagna    | Avversarie in finale | Punteggio |
| 1. | 3 novembre 2013 | Nanjing Ladies Open, Nanchino | Cemento    | Zhang Shuai | Misaki Doi Xu Yi-Fan | 1-6, 4-6  |

## Statistiche ITF

### Singolare

#### Vittorie (4)
| Torneo $100.000 (1) |
| Torneo $80.000 (0)  |
| Torneo $75.000 (0)  |
| Torneo $60.000 (0)  |
| Torneo $50.000 (0)  |
| Torneo $25.000 (1)  |
| Torneo $15.000 (0)  |
| Torneo $10.000 (2)  |

| N. | Data           | Torneo                                     | Superficie      | Avversaria in finale | Score         |
| 1. | 12 giugno 2005 | PKO BP Ursynow Cup, Varsavia               | Terra rossa     | Dominika Nociarová   | 6-2, 7-6(6)   |
| 2. | 25 marzo 2006  | Internationaux Féminins d'Amiens, Amiens   | Terra rossa (i) | Julie Coin           | 2-6, 7-5, 6-4 |
| 3. | 10 agosto 2008 | Internacional Femenil Monterrey, Monterrey | Cemento         | Magdaléna Rybáriková | 6-4, 6-1      |
| 4. | 18 marzo 2012  | Internacional Femenil Poza Rica, Poza Rica | Cemento         | Mónica Puig          | 6-1, 6-2      |

#### Sconfitte (3)
| Torneo $100.000 (0) |
| Torneo $80.000 (0)  |
| Torneo $75.000 (1)  |
| Torneo $60.000 (0)  |
| Torneo $50.000 (0)  |
| Torneo $25.000 (2)  |
| Torneo $15.000 (0)  |
| Torneo $10.000 (0)  |

| N. | Data           | Torneo                                                      | Superficie      | Avversaria in finale | Score         |
| 1. | 9 ottobre 2005 | AEGON Pro Series Bolton, Bolton                             | Cemento (i)     | Sandra Kleinová      | 6–0, 3–6, 3–6 |
| 2. | 9 aprile 2006  | Open GDF SUEZ de Bretagne, Dinan                            | Terra rossa (i) | Timea Bacsinszky     | 6-4, 5-7, 2-7 |
| 3. | 11 marzo 2012  | Women's ITF Irapuato Club de Golf Santa Margarita, Irapuato | Cemento         | Kiki Bertens         | 4-6, 6-2, 1-6 |

### Doppio

#### Vittorie (3)
| Torneo $100.000 (1) |
| Torneo $80.000 (0)  |
| Torneo $75.000 (0)  |
| Torneo $60.000 (0)  |
| Torneo $50.000 (0)  |
| Torneo $25.000 (1)  |
| Torneo $15.000 (0)  |
| Torneo $10.000 (1)  |

| N. | Data            | Torneo                                              | Superficie      | Compagna         | Avversarie in finale                 | Score    |
| 1. | 25 marzo 2006   | Internationaux Féminins d'Amiens, Amiens            | Terra rossa (i) | Ol'ga Panova     | Julie Coin Karla Mraz                | 6-4, 6-1 |
| 2. | 15 aprile 2006  | Open GDF SUEZ de Biarritz, Biarritz                 | Terra rossa     | Nina Bratčikova  | Klaudia Jans-Ignacik Alicja Rosolska | 6-3, 6-2 |
| 3. | 18 ottobre 2008 | Internazionali Tennis Val Gardena Südtirol, Ortisei | Sintetico       | Marija Korytceva | Maret Ani Galina Voskoboeva          | 6-2, 6-1 |

#### Sconfitte (1)
| Torneo $100.000 (0) |
| Torneo $80.000 (0)  |
| Torneo $75.000 (0)  |
| Torneo $60.000 (0)  |
| Torneo $50.000 (0)  |
| Torneo $25.000 (1)  |
| Torneo $15.000 (0)  |
| Torneo $10.000 (0)  |

| N. | Data           | Torneo                                    | Superficie  | Compagna         | Avversarie in finale          | Score    |
| 1. | 11 luglio 2005 | Darmstadt Tennis International, Darmstadt | Terra rossa | Vasilisa Bardina | Vanessa Henke Laura Siegemund | 4-6, 2-6 |

## Grand Slam Junior

### Doppio

#### Sconfitte (1)
| Tornei del Grande Slam  |
| ----------------------- |
| Australian Open (0)     |
| Open di Francia (1)     |
| Torneo di Wimbledon (0) |
| US Open (0)             |

| N. | Data          | Torneo                  | Superficie  | Compagna      | Avversarie in finale                | Punteggio |
| 1. | 5 giugno 2004 | Open di Francia, Parigi | Terra rossa | Irina Kotkina | Kateřina Böhmová Michaëlla Krajicek | 3-6, 2-6  |

## Risultati in progressione
| Sigla | Risultato               |
| ----- | ----------------------- |
| V     | Vincitore               |
| F     | Finalista               |
| SF    | Semifinalista           |
| O     | Oro olimpico            |
| A     | Argento olimpico        |
| SF    | Bronzo olimpico         |
| QF    | Quarti di Finale        |
| 4T    | Quarto turno            |
| 3T    | Terzo turno             |
| 2T    | Secondo turno           |
| 1T    | Primo turno             |
| RR    | Round Robin             |
| LQ    | Turno di qualificazione |
| A     | Assente                 |
| ND    | Non disputato           |

| Legenda superfici    |
| -------------------- |
| Cemento              |
| Terra battuta        |
| Erba                 |
| Superficie variabile |

### Singolare nei tornei del Grande Slam
| Torneo          | 2006 | 2007 | 2008 | 2009 | 2010 | 2011 | 2012 | 2013 | 2014 | 2015 | 2016 | 2017 | V--S  |
| --------------- | ---- | ---- | ---- | ---- | ---- | ---- | ---- | ---- | ---- | ---- | ---- | ---- | ----- |
| Australian Open | A    | A    | 2T   | 1T   | 2T   | A    | A    | 1T   | 1T   | 3T   | 2T   | 1T   | 5-8   |
| Open di Francia | A    | 1T   | A    | 3T   | QF   | 1T   | QF   | 2T   | 2T   | 1T   | 1T   |      | 12-9  |
| Wimbledon       | 1T   | 1T   | A    | 2T   | 2T   | 1T   | 4T   | 2T   | 4T   | 1T   | QF   |      | 13-10 |
| US Open         | A    | 1T   | 1T   | 3T   | 1T   | A    | 2T   | 3T   | 1T   | A    | 4T   |      | 8-8   |
| Totale          | 0-1  | 0-3  | 1-2  | 5-4  | 2-3  | 0-2  | 8-3  | 4-4  | 4-4  | 2-3  | 8-4  | 0-1  | 38-35 |

### Doppio nei tornei del Grande Slam
| Torneo          | 2006 | 2007 | 2008 | 2009 | 2010 | 2011 | 2012 | 2013 | 2014 | 2015 | 2016 | 2017 | V--S  |
| --------------- | ---- | ---- | ---- | ---- | ---- | ---- | ---- | ---- | ---- | ---- | ---- | ---- | ----- |
| Australian Open | A    | A    | 1T   | 1T   | 1T   | A    | QF   | 1T   | 2T   | 2T   | 2T   | 3T   | 8-9   |
| Open di Francia | A    | 1T   | 1T   | 1T   | 1T   | SF   | QF   | 2T   | 1T   | F    | 3T   |      | 15-10 |
| Wimbledon       | A    | A    | 2T   | 2T   | V    | 2T   | 3T   | A    | 3T   | QF   | F    |      | 21-7  |
| US Open         | A    | QF   | 1T   | 2T   | V    | F    | 3T   | 1T   | 2T   | F    | 3T   |      | 25-9  |
| Totale          | 0-0  | 3-2  | 1-4  | 2-4  | 12-2 | 10-3 | 10-4 | 1-3  | 4-4  | 14-4 | 10-4 | 2-1  | 69-35 |

### Doppio misto nei tornei del Grande Slam
| Torneo          | 2006 | 2007 | 2008 | 2009 | 2010 | 2011 | 2012 | 2013 | 2014 | 2015 | 2016 | 2017 | V--S  |
| --------------- | ---- | ---- | ---- | ---- | ---- | ---- | ---- | ---- | ---- | ---- | ---- | ---- | ----- |
| Australian Open | A    | A    | A    | A    | A    | A    | 2T   | SF   | A    | 1T   | 2T   | A    | 6-4   |
| Open di Francia | A    | A    | A    | 1T   | F    | A    | 1T   | A    | SF   | 1T   | 2T   |      | 10-6  |
| Wimbledon       | A    | A    | A    | 2T   | QF   | 2T   | 3T   | A    | A    | A    | SF   |      | 10-5  |
| US Open         | A    | A    | A    | A    | 2T   | 1T   | A    | A    | A    | QF   | QF   |      | 5-3   |
| Totale          | 0-0  | 0-0  | 0-0  | 1-2  | 9-3  | 1-2  | 3-3  | 4-1  | 4-1  | 2-3  | 7-4  | 0-0  | 31-19 |

## Vittorie contro giocatrici Top 10
| Stagione | 2009 | 2010 | 2011 | 2012 | 2013 | 2014 | 2015 | 2016 | Totale |
| Vittorie | 1    | 1    | 0    | 2    | 1    | 1    | 1    | 1    | 8      |

| #    | Giocatrice           | Ranking | Evento                      | Superficie  | Turno | Punteggio           | Rank. JSR |
| ---- | -------------------- | ------- | --------------------------- | ----------- | ----- | ------------------- | --------- |
| 2009 |                      |         |                             |             |       |                     |           |
| 1.   | Jelena Janković      | 5       | US Open, New York           | Cemento     | 2T    | 6-3, 6(4)-7, 7-6(6) | 55        |
| 2010 |                      |         |                             |             |       |                     |           |
| 2.   | Agnieszka Radwańska  | 8       | Open di Francia, Parigi     | Terra rossa | 2T    | 7-5, 6-3            | 36        |
| 2012 |                      |         |                             |             |       |                     |           |
| 3.   | Li Na                | 7       | Open di Francia, Parigi     | Terra rossa | 4T    | 3-6, 6-2, 6-0       | 142       |
| 4.   | Sara Errani          | 10      | Torneo di Wimbledon, Londra | Erba        | 3T    | 6-0, 6-4            | 65        |
| 2013 |                      |         |                             |             |       |                     |           |
| 5.   | Caroline Wozniacki   | 10      | Madrid Open, Madrid         | Terra rossa | 1T    | 6-2, 6-4            | 36        |
| 2014 |                      |         |                             |             |       |                     |           |
| 6.   | Dominika Cibulková   | 10      | Rosmalen Open, Rosmalen     | Erba        | 1T    | 6-2, 3-6, 6-3       | 67        |
| 2015 |                      |         |                             |             |       |                     |           |
| 7.   | Garbiñe Muguruza     | 8       | Cincinnati Open, Cincinnati | Cemento     | 1T    | 6-4, 7-6(0)         | 106       |
| 2016 |                      |         |                             |             |       |                     |           |
| 8.   | Carla Suárez Navarro | 10      | China Open, Pechino         | Cemento     | 1T    | 6-1, 6-3            | 39        |